# Williamstown (Nova Jérsei)
Williamstown é uma Região censo-designada localizada no estado americano de Nova Jérsei, no Condado de Gloucester.

## Demografia
Segundo o censo americano de 2000, a sua população era de 11.812 habitantes.

## Geografia
De acordo com o United States Census Bureau tem uma área de
16,0 km², dos quais 16,0 km² cobertos por terra e 0,0 km² cobertos por água. Williamstown localiza-se a aproximadamente 44 m acima do nível do mar.

## Localidades na vizinhança
O diagrama seguinte representa as localidades num raio de 12 km ao redor de Williamstown.